# Боян Матич
Боян Матич (серб. Bojan Matić / Бојан Матић, нар. 22 грудня 1991, Зренянин) — сербський футболіст, нападник клубу «Вождовац».

## Ігрова кар'єра
Народився 22 грудня 1991 року в місті Зренянин. Він почав грати у футбол у клубі «Єдинство» (Нові-Бечей) і дебютував за першу команду у 2008 році у віці 16 років. Загалом провів 6 сезонів за клуб у Східній лізі Воєводини, забивши 61 гол у 135 матчах. Влітку 2013 року став гравцем команди «Сента», в якій провів два сезони у Сербській лізі Воєводина, де забив 25 голів у 52 іграх.
Згодом з 2015 року грав у складі команд сербської Першої ліги «Земун» та «Лозниця», але ніде не закріпився, через що вітку 2016 року перейшов у «Мачва». Забивши 14 голів у сезоні 2016/17 у Першій лізі Сербії, Матич був одним із найбільш важливих гравців, який допоміг команді вийти до Суперліги. У своєму дебютному сезоні у вищій лізі Матич забив 11 голів, завдяки чому його команда змогла зберегти прописку в еліті.
17 липня 2018 року Матич підписав півторарічний контракт з південнокорейським «Сеулом». Втім, у новій команді забив лише один гол, через що 24 січня 2019 року контракт Матича з було розірвано за взаємною згодою.
8 лютого 2019 року Матич підписав дворічний контракт з «Воєводиною». Відіграв за команду з Нового Сада наступний сезон своєї ігрової кар'єри. Більшість часу, проведеного у складі «Воєводини», був основним гравцем атакувальної ланки команди і одним з головних бомбардирів команди, маючи середню результативність на рівні 0,41 гола за гру першості. Через це 24 січня 2020 року Матич підписав контракт на два з половиною роки з «Партизаном». Він залишався з «Партизаном» до 7 жовтня 2020 року, але основним бомбардиром не став, тому його віддали в оренду у грецький «Атромітос» до кінця сезону 2020/21.
У липні 2021 року він розірвав контракт з «Партизаном» та підписав угоду з «Пахтакором» з Узбекистану, де провів пів року, після чого у січні 2022 року повернувся до «Воєводина», підписавши з клубом дворічний контракт.
У серпні 2022 року він підписав контракт з «Напредак» (Крушевац). Після сезону в складі «Напредака» Матич у липні 2023 року підписав контракт з клубом другого саудівського дивізіону «Аш-Шейб».
У січні 2024 року Матич став гравцем чорногорського клубу «Дечич», де провів півтора роки, після чого влітку 2025 року повернувся на батьківщину і став гравцем «Вождоваца». Станом на 11 серпня 2025 року відіграв за белградську команду 2 матчі в національному чемпіонаті.

## Титули і досягнення
- Чемпіон Узбекистану (1):

«Пахтакор»: 2021